# Исмаил, Али
Али Исмаил (араб. علي إسماعيل‎‎; 28 декабря 1922 — 16 июня 1974, Каир) — египетский композитор, автор гимна Государства Палестина.
Его отец, Исмаил Халифа, был учителем музыки и позже руководителем королевского музыкального ансамбля.
Али вместе с певцом Хафезом Абдель Халим учился в музыкальном институте, который позже был назван институтом Фуада I. Позже Али сотрудничал с Мохаммедом Абд-аль-Вахаб, играл на кларнете и саксофоне в ночных клубах.
Он создал множество произведений для радио, фильма и театра. Его произведения используются в более чем 350 египетских фильмах:
- 1963 — Голая правда (в советском прокате — Свадьба по доверенности)

По инициативе египетского президента Анвара Садата в доме Али Исмаила 13 июня 1975 был открыт музей.